# Сили, Томас Дайер
Томас Дайер Сили (англ. Thomas Dyer Seeley; род. 17 июня 1952) — американский биолог и этолог, энтомолог и апиолог. Доктор философии. Именной профессор Корнелла, член Американской академии искусств и наук (2001) и Леопольдины (2019).

## Биография
Окончил школу в Итаке (Нью-Йорк) и Дартмутский колледж (бакалавр A.B. химии, summa cum laude, 1974). Степень доктора филос. Ph.D. по биологии получил в Гарварде в 1978 году. Учился там у Б. Холлдоблера и Э. Уилсона.
В 1978—1980 годах постдок в Гарварде, в 1980—1986 годах преподаватель в Йеле, с 1986 года профессор в Корнелле, где с 1992 года профессор биологии, в 2005—2008 и 2013—2014 годах завкафедрой, с 2013 года именной профессор биологии.
В 2001—2004 годах приглашённый профессор Вюрцбургского университета.
В 1992—1993 годах Гуггенхаймский стипендиат. Лауреат Премии Гумбольдта по биологии за 2001 год.
Член Animal Behavior Society (2008).
Женат, двое детей.
В честь него в 1997 году названа пчела Neocorynurella seeleyi.

## Научная деятельность
В центре его научных интересов исследование интеллекта роя пчёл.
Автор четырёх книг, переведенных также на иностранные языки, в частности японский, немецкий, французский, итальянский и китайский.
Его книга «The Wisdom of the Hive» была удостоена Золотой медали за лучшую научную книгу от Апимондии в 1998 году.
Автор «Honeybee Democracy» (2010), выбранной одной из Книг 2010 года по версии FT.com.